# Sloanea cordifolia
Sloanea cordifolia là một loài thực vật có hoa trong họ Côm. Loài này được K.M. Feng ex Hung T. Chang miêu tả khoa học đầu tiên năm 1979.